# Terrier irlandés
El terrier irlandés (en inglés Irish Terrier) es una raza de perro originario de Irlanda. Es uno de los múltiples tipos de terrier. 
Es activo, y se adapta tanto a la vida rural como al ambiente de ciudad. Su pelaje rojo, áspero lo protege bien en todo tipo de clima. 

## Apariencia
Un terrier de talla mediana mide unos 45,5 cm a la cruz y tiene unos 12,25 kilos de peso. La conformación del terrier irlandés se diferencia marcadamente de la de otros terrier: su cuerpo es proporcionalmente más largo que el del fox terrier, con una tendencia hacia líneas fuertes y marcadas.
Su color puede ser oro-rojizo, rojo-trigo, o trigo. El rojo oscuro a menudo se cree que es el mejor color, posiblemente porque los pelajes color trigo son de peor calidad. Como con otras clases de colores sólidos, una pequeña hornada de color blanco es permitido en el pecho. Ningún otro viso de blanco está permitido. Cuando el terrier irlandés envejece, podrían aparecerle ciertas trazas de pelo gris en algunas partes del cuerpo.

## Historia
Su origen no está del todo claro, pero se cree que proviene de sucesivos cruces entre ejemplares del tan and black terrier, Kerry blue terrier, Irish soft coated wheaten terrier y terrier escocés.
El terrier irlandés se cree que es original del condado de Cork, Irlanda, siendo posiblemente una de las razas más antiguas de terriers. La primera presentación de esta raza data del siglo XVIII, aunque en el siglo pasado aún existían perros de esta raza de más colores y que se desarrollaron en regiones aisladas, donde se formó su actual aspecto. Es un cazador entusiasta y un exterminador de animales de madriguera, como zorros y tejones y también para animales como la rata de agua y las nutria.
La raza también se ha usado como perro cobrador y mensajero en tiempos de guerra. En la Primera Guerra Mundial una de las tres razas usadas por la Escuela Británica de Perros de Guerra para servir como perros mensajeros. El teniente coronel E.H. Richardson, creador de la Escuela, y escribió sobre el terrier irlandés durante la contienda:"Puedo decir con énfasis que los terriers irlandeses en servicio hicieron más que lo que les correspondía. Más de un soldado está vivo hoy gracias al esfuerzo de uno de estos terriers. Mi opinión acerca de esta raza es muy positiva. Son extraordinariamente inteligente, fiel y honesto, y un hombre que tiene uno de ellos como un compañero que nunca le faltará un verdadero amigo ".
El terrier irlandés se hizo muy popular en Inglaterra a finales del siglo XIX y fue la primera raza del grupo de los terriers reconocida por el Kennel Club como originaria de Irlanda. El primer club de la raza fue fundado en Dublín en 1879 y posteriormente en 1896 fue fundado el club de la raza en los Estados Unidos. En la actualidad, el Irish terrier se usa como perro de compañía y como leal guardián del hogar. Algunos de sus talentos incluyen: Caza, rastreo, cobro, vigilancia, guardia, trabajo policial y militar.

## Cuidados
Su educación debe ser constante y llena de seriedad y firmeza, pero con cariño, ya que es apto para cualquier cosa que pueda aprender un perro. Su pelaje áspero se debe cortar regularmente y necesita una alimentación sana y equilibrada, aunque el terrier irlandés devora todo lo que cae en sus colmillos. Es una raza muy sana y no padece de enfermedades hereditarias de importancia. 
Aceptará vivir en un apartamento siempre que tenga suficiente ejercicio. Mientras esté bien ejercitado se comporta sorprendentemente bien en interiores. 
Como es una raza de trabajo, necesita ejercicio regular. Al pasearlo en lugares públicos hay que tener cuidado al encontrarse con otros perros, ya que suele ser peleón con los de su especie.

## Carácter
De carácter valiente, es temerario ante el peligro, inteligente y fácil de educar. Deportista y pendenciero, es resistente y lleno de energía. Es audaz, vivaracho y alegre. Posee gran fidelidad y apego por su amo y familia siendo cariñoso y paciente con los niños. No evita ninguna pelea si se encuentra en esas ocasiones. Su carácter amistoso y leal hacia su amo le convierte en un perro admirable en labores de vigilancia y compañía. Ha sido definido en el pasado como "pequeño diablo temerario" por sus excepcionales dotes de valor, hoy es un perro simpático, afectuoso, adiestrable, al que no le falta dignidad. Hoy, el terrier irlandés es un apreciado perro de compañía, que vive bien incluso en ciudad y en cualquier clima. 

## Utilidad
Debido a su altura es perro para trabajo bajo tierra y cabe en tejoneras. Es un exterminador de ratas y silencioso cazador de conejos. Se le utiliza en Irlanda para la lucha de perros y como perro de defensa. Debido a su resistencia física es ideal para gente deportista (fondistas, ciclistas, etc.).